# PilotsEYE.tv

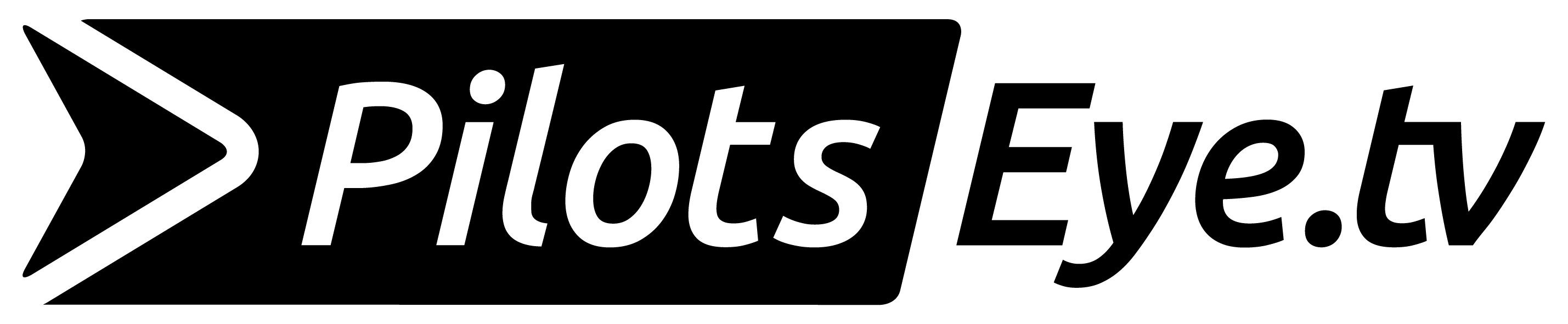
PilotsEYE.tv Logo

PilotsEYE.tv ist eine deutsche Dokumentarfilm-Reihe, die einen detaillierten Einblick in das Cockpit von Passagier- und Cargo-Flugzeugen bietet. Dabei wird der Arbeitsalltag der Piloten, unter anderem vom Jumpseat aus, mit bis zu 14 Kameras gleichzeitig aufgenommen und auf Spielfilmlänge zusammengefasst. Die Filme werden von AignerMEDIA (AME) GmbH unter der Regie des ehemaligen TV-Moderators Thomas Aigner in München produziert.

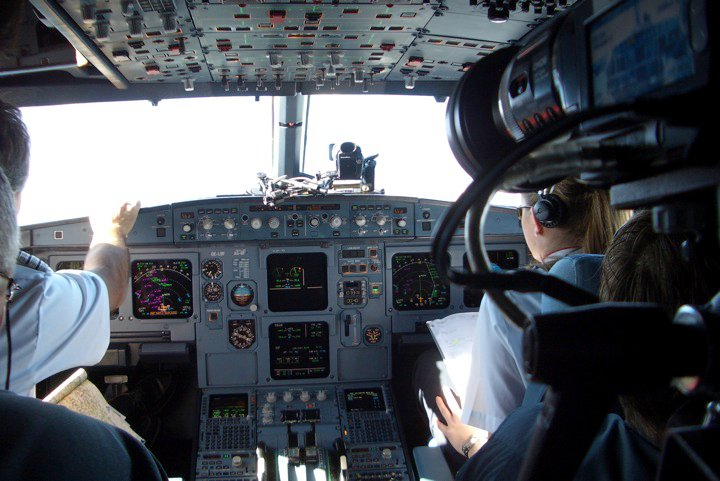
Dreharbeiten für die Folge „Barcelona“

## Inhalte
PilotsEYE.tv wurde 2005 gegründet und wird seitdem unter anderem auf DVD, Blu-ray Disc und Video on Demand vertrieben. Die Reihe richtet sich an normale Fluggäste und Flugbegeisterte, die gerne einmal selbst im Cockpit mitfliegen würden.
Die Dokumentation ist aus der Betrachter-Perspektive gedreht (PoV) und enthält keine zusätzlichen Off-Kommentare. Zur Erklärung der Inhalte tragen die Piloten selbst bei. Eine zusätzliche Tonspur mit den Piloten, die jede Szene kommentieren, trägt zur allgemeinen Verständlichkeit bei. Pro Episode wird jeweils ein Umlauf gezeigt, bestehend aus dem Hinflug, den Aktivitäten der Crew an ihrem freien Tag am Zielort und dem Rückflug.
Vor dem Start erhält der Zuschauer übersichtsartig die wichtigsten Daten zu Betankung, Flugzeit, Flugstatus und Flugzeugtyp. Startvorbereitungen und Start sowie Anflug und Landung werden ausführlich gezeigt und die Aufnahmen aus dem Cockpit mit Außenaufnahmen und Aufnahmen aus dem Kontrollturm synchronisiert. Während des Fluges werden ausgewählte Szenen gezeigt, beispielsweise Crew-Wechsel, Routenänderungen oder sehenswerte Ausblicke aus dem Fenster. Die Piloten erläutern Aspekte ihrer Arbeit und geben Einblicke in die Funktionen des Flugzeugs. Am Ende folgen Outtakes, in denen missglückte Szenen und Versprecher gezeigt werden. Die DVD und Blu-rays haben noch exklusive Bonusteile.
In den meisten Filmen werden zwischen Hin- und Rückflug Szenen vom Zielort gezeigt, bei dem der Zuschauer die Flugzeugcrew bei den privaten Aktivitäten ihres Ruhetages begleiten darf. Beispielsweise besucht die Crew in Folge 8 in SEA – Seattle die Boeing-Werke in Everett und anschließend das Boeing-Museum.

### Besondere Folgen
Folge Nr. 4: „LAX, Der letzte Flug des Leitwolfes“ zeigt den letzten Linienflug des langjährigen Boeing und Airbus Flottenchefs der Lufthansa, Norbert Wölfle, auf dem Weg nach Los Angeles mit dem Jumbo 747-400. In dieser Folge wird in Ausschnitten die Karriere des kurzfristig zurückgekehrten aber mittlerweile pensionierten Flugkapitäns gezeigt.
Folge Nr. 9: „Entspannt Fliegen, Flugangst besiegen“ weicht vom üblichen Format ab und widmet sich vor allem Menschen mit Flugangst. Hier kommen auch technische Details, beispielsweise der Aufbau eines Flugzeugtriebwerks oder die Reaktion der Sinneszellen im Ohr unseres Gleichgewichtsorgans vor.
Folge Nr. 10: „SPC - La Palma, Airial Island“ erklärt den Landeanflug auf eine der schwierigsten Landebahnen Europas. Start und Landung auf der kanarischen Insel La Palma werden aus der Helikopterperspektive gefilmt. Die Copilotin Patricia Gross fliegt an ihrem Ruhetag ihre favorisierten Plätze der Insel mit dem Hubschrauber ab und kommentiert den Flug.
Folge Nr. 18: „Miami A330 - Licence to fly - From passenger to pilot“ stellt die Jubiläumsfolge dar und markiert das erfolgreiche Bestehen des Formats seit 10 Jahren.

## Produktion
Die Filmcrew verwendet Kamerasysteme im HD und 4K-Format. Die bis zu 14 Kameras sind zum Teil fest installiert, wenige werden von Hand bedient. Miniatur-Kameras am Armaturenbrett zeigen die Gesichter der Piloten. Alle Kameras zeichnen die Aufnahmen digital auf. Die Datenmenge eines gesamten Umlaufes beläuft sich auf rund 1,5 Terabyte.
Alle Routen werden mit mehreren GPS Empfängern aufgezeichnet, um die Orte beim Blick aus dem Fenster- und um die Route in Google Earth visualisieren zu können. Alle Flugkarten und Waypoint-Darstellungen entstammen den elektronischen Karten von Jeppesen und Lido, dem Electronic Flight Bag von Lufthansa Systems. Dabei wird das original Kartenmaterial, das auch die Piloten nutzen, gezeigt.
Zu den meisten Filmen erhält man alle relevanten Dokumente des Fluges zum kostenlosen Download. Darunter der tatsächlich geflogene Flugplan (OFP) die Beladung (Loadsheets) bis zu den Wetterkarten.
In manchen Szenen werden die Aufnahmen mehrerer Kameras im Split-Screen-Verfahren zusammengeschnitten, wie zum Beispiel beim Landeanflug. Hier wird der Input am Steuerhorn oder Sidestick und die Reaktion des Flugzeugs synchron im selben Bild gezeigt. Für den Zuschauer wird somit sichtbar, wie sich die Bewegung der Steuerung auf die Lage des Flugzeuges auswirkt.

## Liste der Folgen

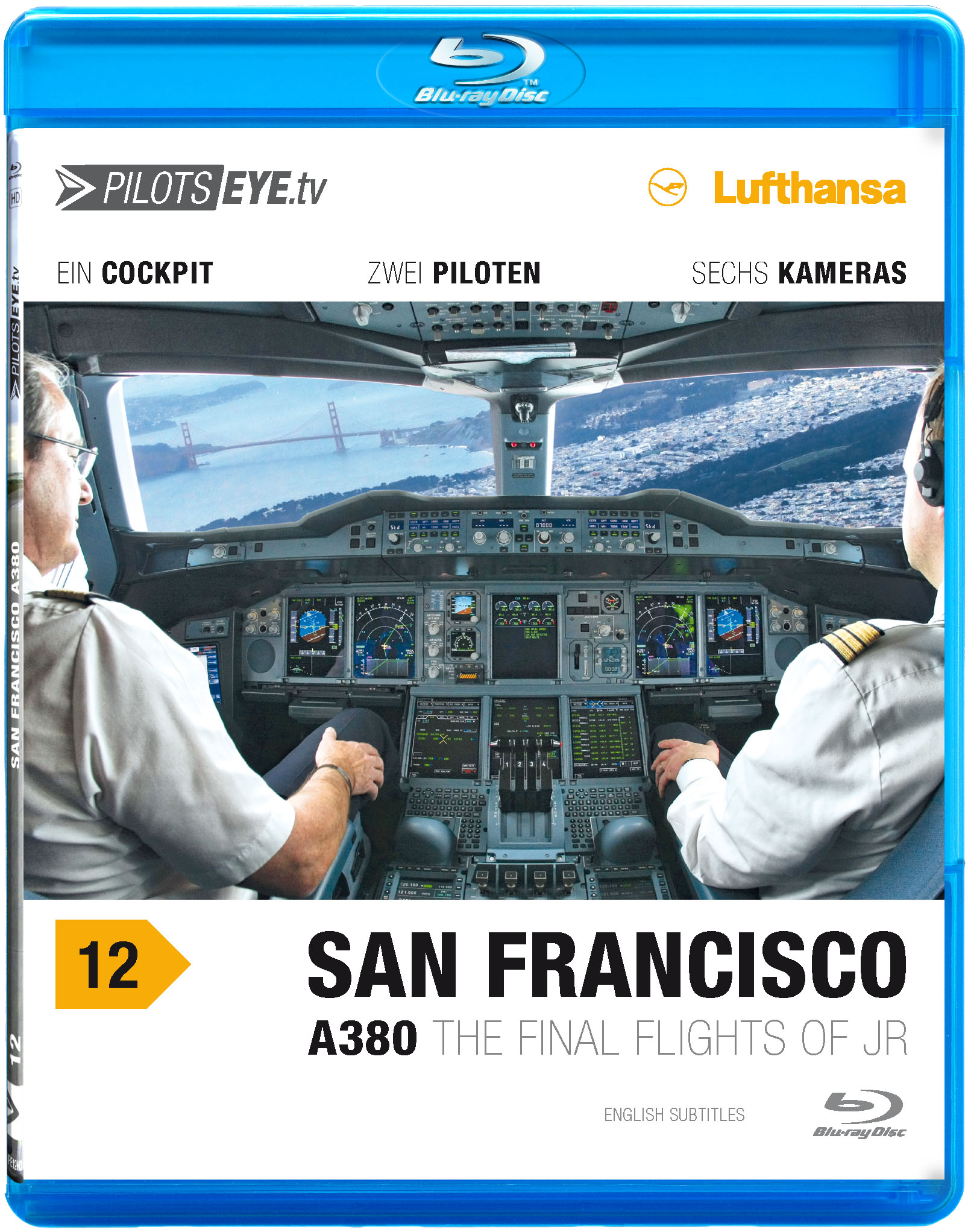
Blu-ray Cover Staffel San Francisco

| Nr. | Filmtitel                                             | Fluggesellschaft                | Flugnummer               | Flugzeugtyp                  | Formate           | Erscheinungsdatum |
| --- | ----------------------------------------------------- | ------------------------------- | ------------------------ | ---------------------------- | ----------------- | ----------------- |
|     | Korfu A330                                            | LTU                             | LTU 300                  | Airbus A330-200              | VoD               | 2009              |
|     | Kapstadt A330                                         | LTU                             | LTU 674                  | Airbus A330-200              | VoD               | 2008              |
| 1   | San Francisco A340-600 (The very first one)           | Lufthansa                       | LH 458                   | Airbus A340-600              | DVD, VoD          | 1. Aug. 2007      |
| 2   | Malediven A330 (Nine hours to paradise)               | LTU                             | LTU 730                  | Airbus A330-223              | DVD, Blu-ray, VoD | 13. Jan. 2009     |
| 3   | Shanghai A340 (Engine Overheat)                       | Swiss                           | LX 188/189               | Airbus A340-313              | DVD, Blu-ray, VoD | 20. Feb. 2012     |
| 4   | Los Angeles B747 (Der letzte Flug des Leitwolfs)      | Lufthansa                       | LH 456/457               | Boeing 747-430M              | DVD, Blu-ray, VoD | 26. Mai 2011      |
| 5   | Tokio 777 (Runway chicken)                            | Austrian                        | OS 51/52                 | Boeing 777-200ER             | DVD, Blu-ray, VoD | 1. Feb. 2009      |
| 6   | Nordpol A330 (Sonderflug)                             | LTU                             | LTU 9999                 | Airbus A330-200              | DVD, VoD          | 1. Aug. 2007      |
| 7   | Barcelona A321 (Sonderroute Alpen)                    | Austrian                        | OS 397/98                | Airbus A321-211              | DVD, Blu-ray, VoD | 12. Mai 2008      |
| 8   | Seattle A330 (Boeing Factory and Museum)              | Lufthansa                       | LH 490/91                | Airbus A330-300B             | DVD, Blu-ray, VoD | 17. Juni 2009     |
| 9   | Entspannt fliegen – Flugangst besiegen (EFFB)         | LH, AUA, Condor                 | PE 8664                  | Airbus 320, A330, A340       | DVD, Blu-ray, VoD | 15. Dez. 2009     |
| 10  | La Palma A320 (Airial Island)                         | Condor Berlin                   | DE 596/597               | Airbus A320-200              | DVD, Blu-ray, VoD | 7. Juli 2010      |
| 11  | Hongkong Boeing 777F (Typhoon Warning)                | Aerologic                       | BOX 512/19               | Boeing 777-F                 | DVD, Blu-ray, VoD | 22. Juli 2013     |
| 12  | San Francisco A380 (The final Flights of JR)          | Lufthansa                       | LH 454/455               | Airbus A380-800              | DVD, Blu-ray, VoD | 25. Aug. 2012     |
| 14  | Quito MD-11 (Lady's Trip to the closed Strip)         | Lufthansa Cargo                 | GEC 8260                 | McDonnell Douglas MD-11-F    | DVD, Blu-ray, VoD | 24. März 2014     |
| 15  | AirLounge ONE The (First) Aviation Lounge             | Verschiedene Fluggesellschaften | Verschiedene Flugnummern | 320/321, 744, 388/332        | DVD, Blu-ray, VoD | 19. Dez. 2014     |
| 16  | Seattle 777F (A Plane's birth – Coming down to Earth) | Lufthansa Cargo                 | GEC 8145                 | Boeing 777-F                 | DVD, Blu-ray, VoD | 9. Sep. 2015      |
| 17  | Hurghada B737 Good Bye, BOEING! - Ausgeflottet        | Air Berlin                      | AB 2932                  | Boeing 737-800               | DVD, Blu-ray, VoD | 6. Apr. 2016      |
| 18  | Miami A330 (Licence To Fly-From Pax To Pilot)         | Swiss                           | LX 64/65                 | Airbus A330-343              | DVD, Blu-ray, VoD | 29. Nov. 2016     |
| 19  | Boston A350 (Lufthansa's next Topmodel)               | Lufthansa                       | LH424                    | Airbus A350-941              | DVD, Blu-ray, VoD | 10. Okt. 2017     |
| 20  | Bangkok Singapur 777F (Joe Moser's Final Approach)    | Aerologic                       | BOX 530/531              | Boeing 777-F                 | DVD, Blu-ray, VoD | 14. Dez. 2018     |
| 21  | London City CS100 (Water Land)                        | Swiss                           | LX 450/451               | Bombardier CS100 Airbus A220 | DVD, Blu-ray, VoD | 7. Nov. 2019      |
| 22  | Mauritius A330neo (From Loader to Leader)             | Condor                          | DE2314                   | Airbus A330-900              | DVD, Blu-ray      | 01. Feb. 2025     |

## Sonstiges
Für die Folge „Nordpol“ erhielt PilotsEYE.tv im Rahmen des World Media Festivals einen silbernen „intermedia-globe“.
Die Filme werden über Amazon.de und Aviation-Fachhandel vertrieben bzw. auf dem Flughafen München, Flughafen Düsseldorf und Flughafen Wien in einigen Presseshops verkauft.
Das Video on Demand Angebot erfolgt über VIMEO on Demand. Alle Filme lassen sich über den Buch-Fachhandel bestellen.
Durch die von Corona ausgelösten Flug-Einschränkungen wurde das Film-Format um die Podcast Reihe planeTALK erweitert.
Dabei kommen Menschen zu Wort, die Aviation leben und lieben.
Einige Gäste der meist 30 Minuten dauernden Audio- und Video-Podcasts: Jürgen Raps zur geplanten Flugschulen-Schließung; Captain Joe, der YouTube-Pilotenstar; Jürgen Thomas, der Vater der A380; Norbert Wölfle, der ehem. Leitwolf; Jörg Buxbaum, der Innovations-Minister der Flugsicherung DFS; Tim Clark, der mächtigste Airline-Boss der Branche (Emirates).